# رناتو آنجولینی
رناتو آنجولینی (ایتالیایی: Renato Angiolini؛ ‏ ۹ نوامبر ۱۹۲۳ – ۳ فوریهٔ ۱۹۸۵) آهنگساز، نوازنده پیانو، ترانه‌نویس و تهیه‌کننده فیلم اهل ایتالیا بود.
از فیلم‌هایی که وی در آن‌ها نقش داشته است، می‌توان به دل‌های شکسته اشاره نمود.